# Фаринюк, Павел Николаевич
Павел Николаевич Фаринюк (24 ноября 1938, с. Мушкаров) — советский и украинский кинорежиссёр-документалист, сценарист. Заслуженный деятель искусств Украины, лауреат Государственной премии Украины имени Александра Довженко (2009).

## Биография
1973 году окончил Киевский государственный институт театрального искусства им. И. Карпенко-Карого.
На студии «Укркинохроника» создал фильмы:
- «Полотняные письмена» (1987, соавтор сценария),
- «Мир» (1992, автор сценария),
- «Начиная с прошлого» (1996, автор сценария),
- «К отчему порогу» (1997, автор сценария).

Член Национального союза кинематографистов Украины.

## Государственные награды
- Заслуженный деятель искусств Украины
- Государственная премия Украины имени Александра Довженко 2009 года — за выдающийся вклад в развитие украинского киноискусства[1]